# Fortim da Baía da Traição
O Fortim da Baía da Traição localizava-se na baía da Traição, no atual município de mesmo nome, no litoral norte do estado brasileiro da Paraíba.

## História
SOUZA (1885) refere que uma fortificação teria existido na baía da Traição, erguida em alvenaria, e que o Mapa anexo ao Relatório do Ministério da Guerra de 1847 relaciona-a como em sofrível estado, artilhada com doze peças (op. cit., p. 77).
BARRETTO (1958) compreende que sucedendo a uma Atalaia no local (Atalaia da Baía da Traição), esta estrutura foi reconstruída como um fortim, em pedra e cal, em 1715.
Nenhum vestígio desta fortificação chegou até nós, a não ser alguns dos antigos canhões, dos quais dois exemplares se encontram instalados diante do edifício da Câmara Municipal.